# Paskalya çöreği
Paskalya çöreği és un tipus de çörek (pa dolç) de la gastronomia turca. Paskalya çöreği literalment significa "pasta de pasqua" i tradicionalment es preparava i es menjava en festes del yortu (Pasqua en idioma turc). Actualment és un çörek de consum més comú i es troba als forns i pastisseries turques durant tot l'any. Les comunitats cristianes a Turquia el coneixen amb el seu nom original en turc i en consumeixen durant les festivitats.
Es fa al forn amb farina, llet, llevat, mantega o oli de cuinar, ous, vainilla, etc. S'adorna amb filets d'ametlles torrades. Paskalya çöreği també té mahaleb però no com un farciment, solament com un ingredient. Es presenta en forma de trenes sobreposades.
El 1967 l'Ajuntament d'Erzurum va fixar el preu de la unitat de paskalya çöreği en 70 kuruş (1/100 de la Lira turca) a la ciutat.
A la cuina grega, la paskalya çöreği es diu tsoureki o lampropsomo; la primera d'aquestes paraules significa çörek i la segona "pa brillant".

## Vegeu també

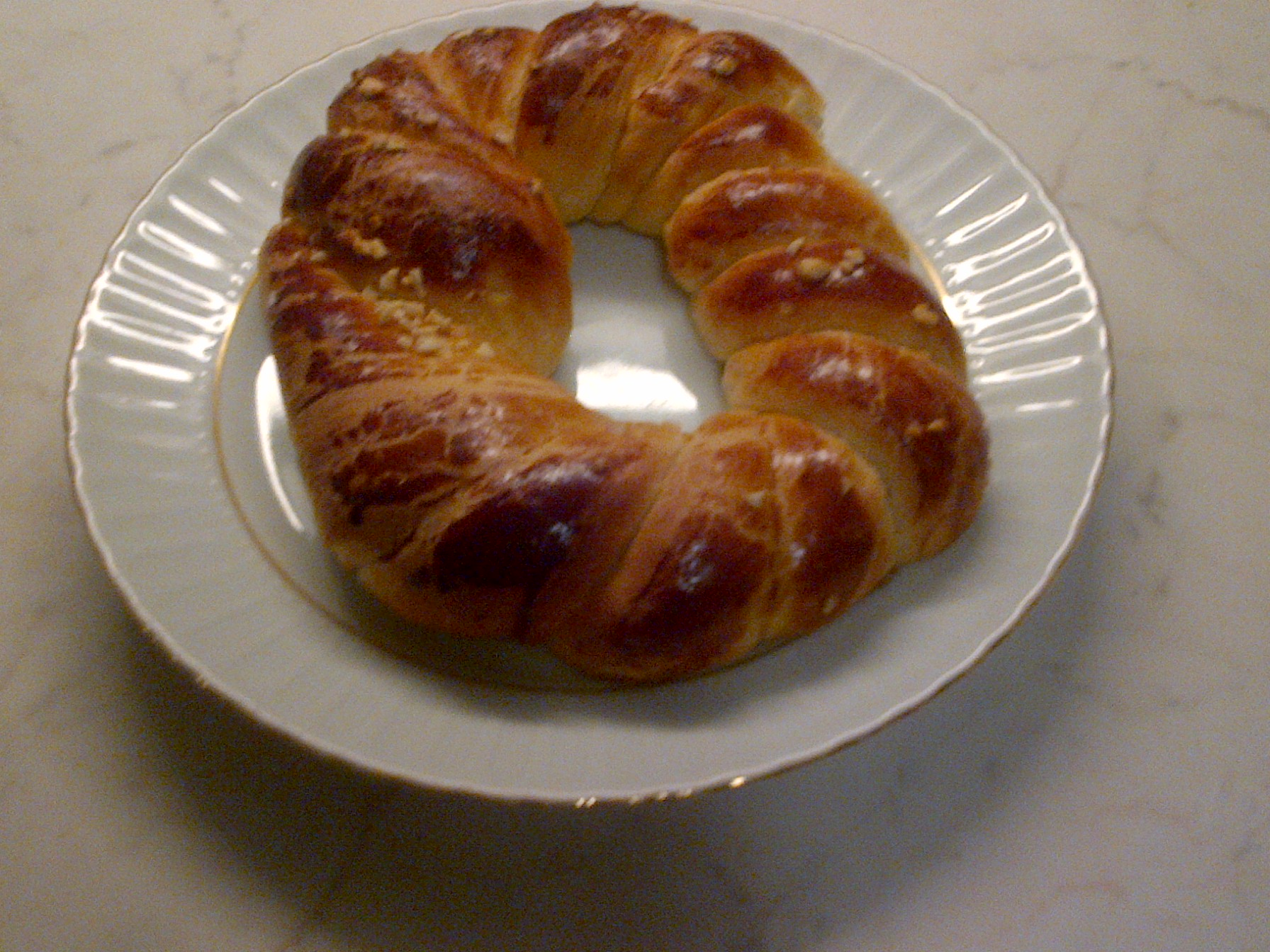
Un variant de paskalya çöreği, a Ankara.